# LINDBERG IV
『LINDBERG IV』（リンドバーグ・フォー）は、LINDBERGの4枚目のオリジナル・アルバム。
1991年4月19日発売。発売元は徳間ジャパンのジャパンレコーズレーベル。

## 解説
前作『LINDBERG III』から1年ぶりのリリースとなり、その間に5枚のシングルをリリース。収録曲数・収録時間ともLINDBERGのオリジナル・アルバムの中で最長である。
オリコンチャート1位を獲得、ミリオンセラーを記録し、LINDBERGのアルバムで最大のヒットを記録した。
初回盤はデジパック仕様。

## 収録曲
全編曲：LINDBERG・須貝幸生・神長弘一・佐藤達也・井上龍仁
1. BELIEVE IN LOVE
  - 作詞: 渡瀬マキ、作曲: 川添智久

8枚目のシングル曲。本作発売後にシングルカットされた。
フジテレビ系列「夢で逢えたら」オープニング曲、中日ドラゴンズ英智外野手の登場テーマ曲。
2. NOBODY KNOWS
  - 作詞: 渡瀬マキ、作曲: 川添智久

6枚目のシングル『OH! ANGEL』のC/W曲。
3. HAPPY BIRTHDAY
  - 作詞: 渡瀬マキ、作曲: 小柳昌法

8枚目のシングル『BELIEVE IN LOVE』のC/W曲。
4. おもいきり CRYING
  - 作詞: 有森聡美、作曲: 平川達也
5. だから I'M ON FIRE
  - 作詞: みかみ麗緒、作曲: 小柳昌法
6. ROUGH DIAMOND
  - 作詞: 渡瀬マキ、作曲: 川添智久

5枚目のシングル曲。エースコックCF曲
7. Dream On 抱きしめて
  - 作詞: 朝野深雪、作曲: 平川達也

4枚目のシングル曲。
アルペンCF曲、国際スポーツフェア'90春イメージソング。
8. BLIND SOLDIER
  - 作詞: 渡瀬マキ、作曲: 平川達也
9. POWER
  - 作詞: 渡瀬マキ、作曲: 平川達也
10. CHANGE
  - 作詞: 有森聡美、作曲: 小柳昌法
11. LUCKY GIRL
  - 作詞: 渡瀬マキ、作曲: 小柳昌法
12. OH! ANGEL
  - 作詞: 朝野深雪、作曲: 平川達也

6枚目のシングル曲。エプソンCF曲。
13. LOOKING FOR A RAINBOW
  - 作詞: 渡瀬マキ、作曲: 川添智久
14. SUNSET BLUE
  - 作詞: 渡瀬マキ、作曲: 川添智久

7枚目のシングル『GLORY DAYS』のC/W曲。34枚目のシングル『Teenage Blue』は、この曲の続編となっている。
15. GLORY DAYS（Album Mix）
  - 作詞: 渡瀬マキ、作曲: 平川達也

7枚目のシングル曲のアルバムバージョン。
イントロが多少変わっている。

## 関連作品
- GOLDEN☆BEST リンドバーグ EARLY FLIGHT